# Humberto Coelho
Humberto Manuel de Jesus Coelho (* 20. dubna 1950 Cedofeita) je bývalý portugalský fotbalový trenér a fotbalista. Největšího úspěchu dosáhl jako trenér, když v roce 2000 přivedl národní tým k zisku bronzových medailí na mistrovství Evropy. Po tomto úspěchu vedl reprezentace Maroka (2000–2002, vedl ji i na mistrovství Afriky 2002), Jižní Koreje (2003–2004) či Tuniska (2008–2009). Tuniské angažmá bylo jeho poslední, od té doby pracuje jako funkcionář Portugalského fotbalového svazu. Byl však i úspěšným hráčem, stoperem. V letech 1968–1983 reprezentoval Portugalsko, a to v 64 utkáních, v nichž vstřelil šest branek. Na klubové úrovni dosáhl největších úspěchů s Benfikou Lisabon, v níž působil v letech 1968–1975 a 1977–1984. Získal s ní osm titulů mistra Portugalska (1968–69, 1970–71, 1971–72, 1972–73, 1974–75, 1980–81, 1982–83, 1983–84). V roce 1974 byl vyhlášen portugalským fotbalistou roku. Hrál též za Paris Saint-Germain (1975–1977) a Las Vegas Quicksilvers (1977).